# 増田甚太郎
増田 甚太郎（ますだ じんたろう、1876年〈明治9年〉11月 - 没年不明）は、日本の商人（米穀、雑穀、穀物商）、家主。

## 人物
1896年、第5師団に入営し、北清の役が起ると1900年従軍した。後日日露戦役に際し、再び出征各地に転戦し、功労が大きく、勲七等に叙せられた。帰郷後、父増田徳蔵が経営していた米穀商を継承し、熱心業務の拡張をはかり、県下、市内はもちろん遠く九州、山口県、備前作州及び備中または京阪地方、関東地方と盛んに取引をなし、一方陸軍御用達を務め、米穀馬糧を納入し、令名が広く高かった。資性謹直、勤勉実行の人であった。住所は広島市白島九軒町。